# Plionarctos
Plionarctos (лат.) — род вымерших медвежьих, живший в Северной Америки и Европе от миоцена до плейстоцена (10,3—3,3 млн лет назад).
Сосуществовал с несколькими видами. Indarctos (10,7—9,2 млн лет назад), морфологически примитивный представитель медвежьих, предшествовал Plionarctos всего на несколько сот тысяч лет и какое-то время разделял с ним среду обитания. Позднее на территорию обитания Plionarctos проник флоридский пещерный медведь (4,9 млн — 11 тыс. лет назад), представитель того же подсемейства медведей, но с более прогрессивными морфологическими характеристиками, который пережил его на 3,2 млн лет.
Является самым древним из известных родов в подсемействе Tremarctinae (Tremarctinae), и считается, что он является предком клады.

## Распределение ископаемых
Места находок и возраст образцов:
- Брекчия «Иль де Ратонно», Прованс, Франция, около 800—100 тыс. лет назад
- Шахта Форт-Грин, округ Полк, Флорида, около 10,3—4,9 млн лет назад.
- Местность Taunton, округ Адамс, штат Вашингтон, около 4,9—1,8 млн лет (Plionarctos harroldorum)
- Провал Пайп-Крик, округ Грант, штат Индиана (P. edensis), около 10,3—1,8 млн лет назад
- Шахта Пальметто, округ Полк, Флорида 7,9—7,8 млн лет назад
- Скопление окаменелостей Грей, округ Вашингтон, штат Теннесси, около 7,0—4,5 млн лет назад

## Виды
На сентябрь 2023 года в род включают 2 вымерших вида:
- † Plionarctos edensis Frick, 1926
- † Plionarctos harroldorum Tedford and Martin, 2001